# 20 Yanvar (Metro Baku)

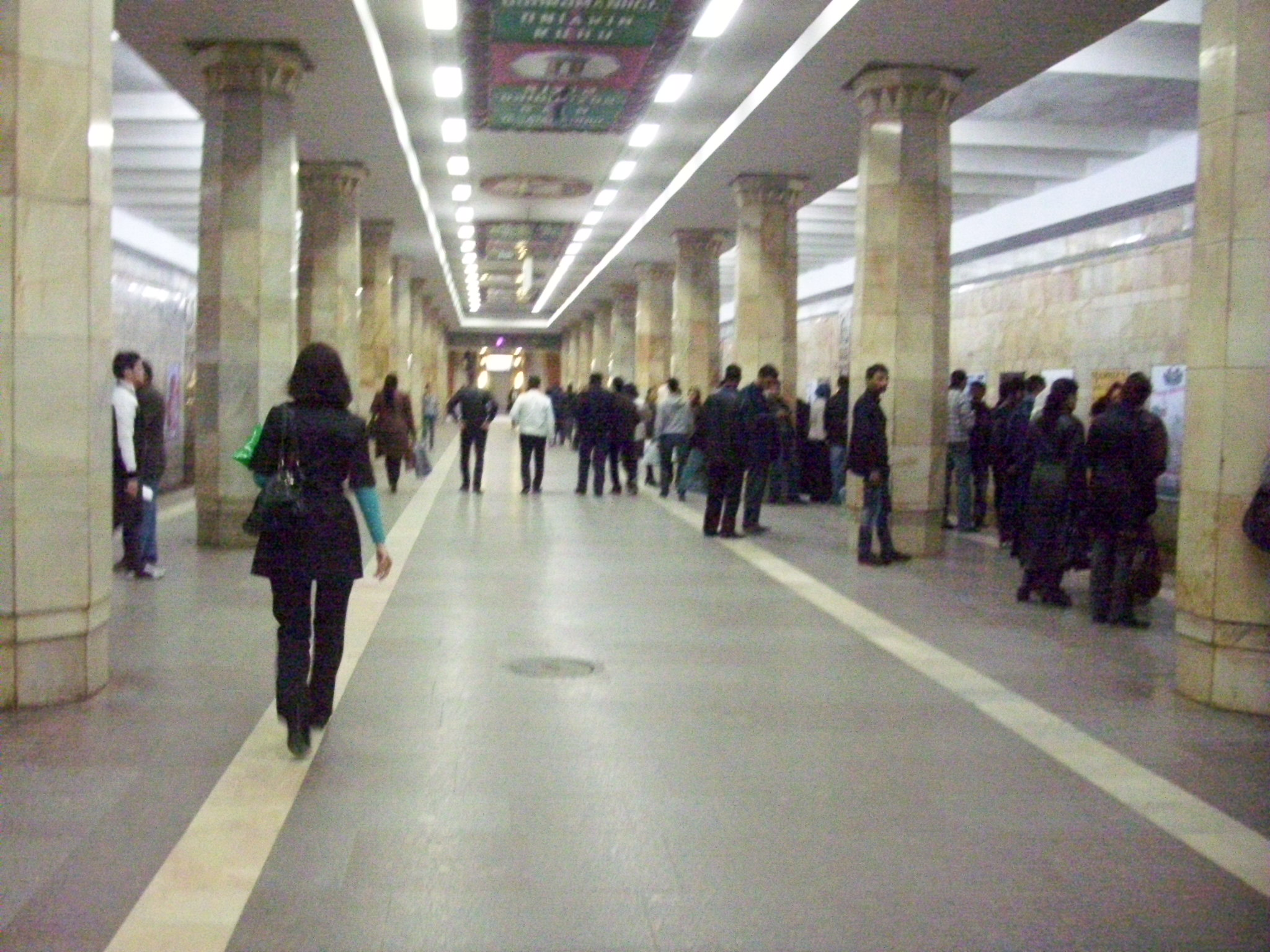

20 Yanvar (ehemals XI Qızıl Ordu Meydanı) ist eine Station der Linie 2 (Grüne Linie) der Metro Baku. Sie wurde am 31. Dezember 1985 eröffnet.
Die Station liegt in einem Wohngebiet, in der Nähe befinden sich zwei Einkaufszentren.
Am 19. März 1994 um 13.00 Uhr fand hier ein Terroranschlag statt. Eine Bombe explodierte im vorderen Waggon eines Zuges, als der Zug an der Station hielt. Bei dem Terroranschlag wurden 14 Menschen getötet, 49 wurden verletzt.